# فيفي (من الأفضل الاتصال بسول)
«فيفي» (بالإنجليزية: Fifi)‏ هي الحلقة الثامنة للموسم الثاني من مسلسل إيه إم سي التلفزيوني الدرامي من الأفضل الاتصال بسول، المسلسل يُعتبر بادئة من مسلسل اختلال ضال. تم بث الحلقة في 4 أبريل 2016 على قناة إيه إم سي بالولايات المتحدة. خارج الولايات المتحدة، تم عرض الحلقة لأول مرة على خدمة البث نتفليكس في عدة بلدان.

## الاستقبال

### التقييمات
عند بثها، تلقت الحلقة 1.93 مليون مشاهد أمريكي، ونسبة 18-49 من 0.8.

## وصلات خارجية
- «فيفي» على إيه إم سي (بالإنجليزية)
- «فيفي» على قاعدة بيانات الأفلام على الإنترنت (بالإنجليزية)